# El caballero de la mano en el pecho
El caballero de la mano en el pecho è un film del 1976 diretto da Juan Guerrero Zamora e basato sulla vita del pittore greco El Greco.